# Kragenlaubenvögel
Die Kragenlaubenvögel (Chlamydera) sind eine Gattung der Laubenvögel. Es werden fünf Arten dieser Gattung zugerechnet. Alle Arten kommen auf Neuguinea und/oder Australien vor. Abgesehen vom Schwarzohr-Laubenvogel ist der zu dieser Gattung gehörende Braunbauch-Laubenvogel der einzige, der sowohl auf dem australischen Kontinent als auch auf Neuguinea vorkommt.
Alle Arten dieser Gattung weisen ein Balzverhalten auf, zu dem der Bau einer Laube durch das Männchen gehört. Anders als bei vielen Laubenvögeln besteht bei den Arten dieser Gattung kein oder kein auffallender Geschlechtsdimorphismus.
Alle Arten werden von der IUCN als nicht gefährdet (least concern) eingestuft. Von den Arten der Gattung sind vor allem die in Australien vorkommenden Arten Braunbauch-Laubenvogel, Fleckenlaubenvogel, Tropfenlaubenvogel, Gelbnacken-Laubenvogel und Graulaubenvogel umfangreicher untersucht. Der auf Neuguinea begrenzte Dreigang-Laubenvogel zeichnet sich durch eine leicht abweichende Bauweise der Alle aus.

## Stellung innerhalb der Familie der Laubenvögel
Die Kragenlaubenvögel sind eng verwandt mit dem Seidenlaubenvogel, dem einzigen Vertreter der Gattung Ptilonorhynchus, und den Arten der Gattung Sericulus. Alle Arten dieser drei Gattungen bauen Lauben und zwar vom Typus „Allee“. Die enge Verwandtschaft mit den Sericulus-Arten wird auch durch die Ähnlichkeit der Eier, des Balzverhaltens und durch die seidigen Scheitelfedern des Dreigang-Laubenvogels unterstrichen.

## Merkmale der Gattung

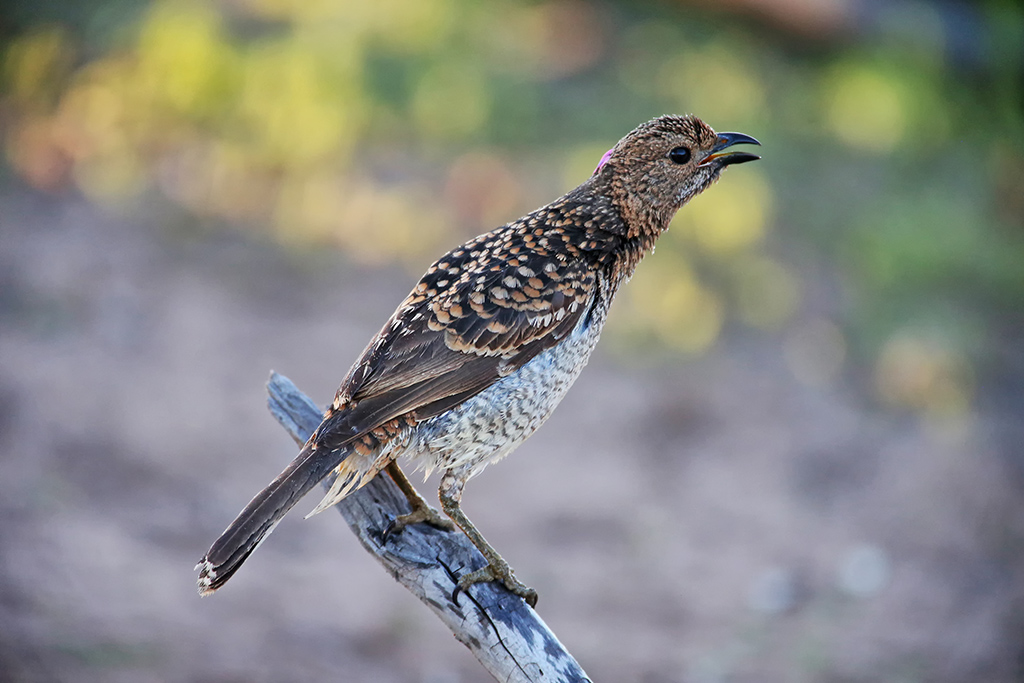
Fleckenlaubenvogel

Die Kragenlaubenvögel sind mit einer Körpergröße zwischen 27 und 35 Zentimeter mittelgroße bis große Laubenvögel. Der Graulaubenvogel ist mit seiner Körperlänge von bis zu 35 Zentimeter der größte Vertreter in der Familie der Laubenvögel.
Der Schnabel ist kräftig und leicht nach unten gebogen. Er ist bei allen Arten geringfügig länger als der Kopf und bei beiden Geschlechtern dunkel. Das Ende des Schwanzgefieders ist leicht gerundet, die Steuerfedern sind etwas gestuft und abgesehen von dem Tropfenlaubenvogel im Verhältnis zur Körperlänge vergleichsweise lang. Die Flügel sind im Vergleich zur Körpergröße lang und schmal. Die Zahl der Armschwingen beträgt 12 bis 14. Die Läufe entsprechen in ihrer Länge etwa 26 bis 29 Prozent der Flügellänge, was im Vergleich zu den Arten innerhalb der Familie der Laubenvögel vergleichsweise lang ist.
Der Geschlechtsdimorphismus ist nur geringfügig ausgeprägt. In der Körpergröße entsprechen sich die beiden Geschlechter. Beim Tropfenlaubenvogel und Fleckenlaubenvogel hat das Männchen jedoch im Nacken einen lilafarbenen Fleck, beim Dreigang-Laubenvogel ist der Scheitel einer Unterart kupferrot.

## Arten und ihr jeweiliges Verbreitungsgebiet

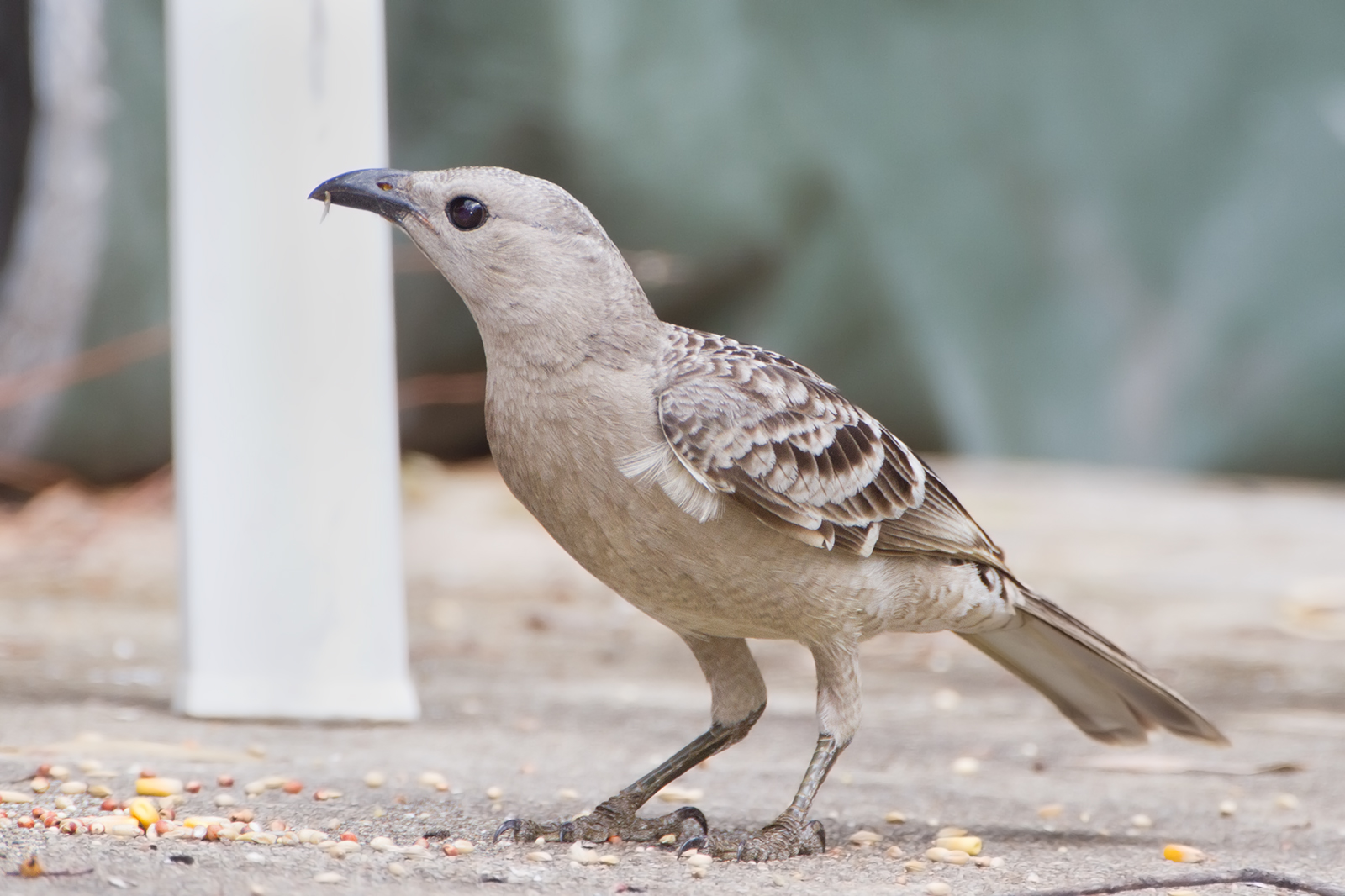
Graulaubenvogel

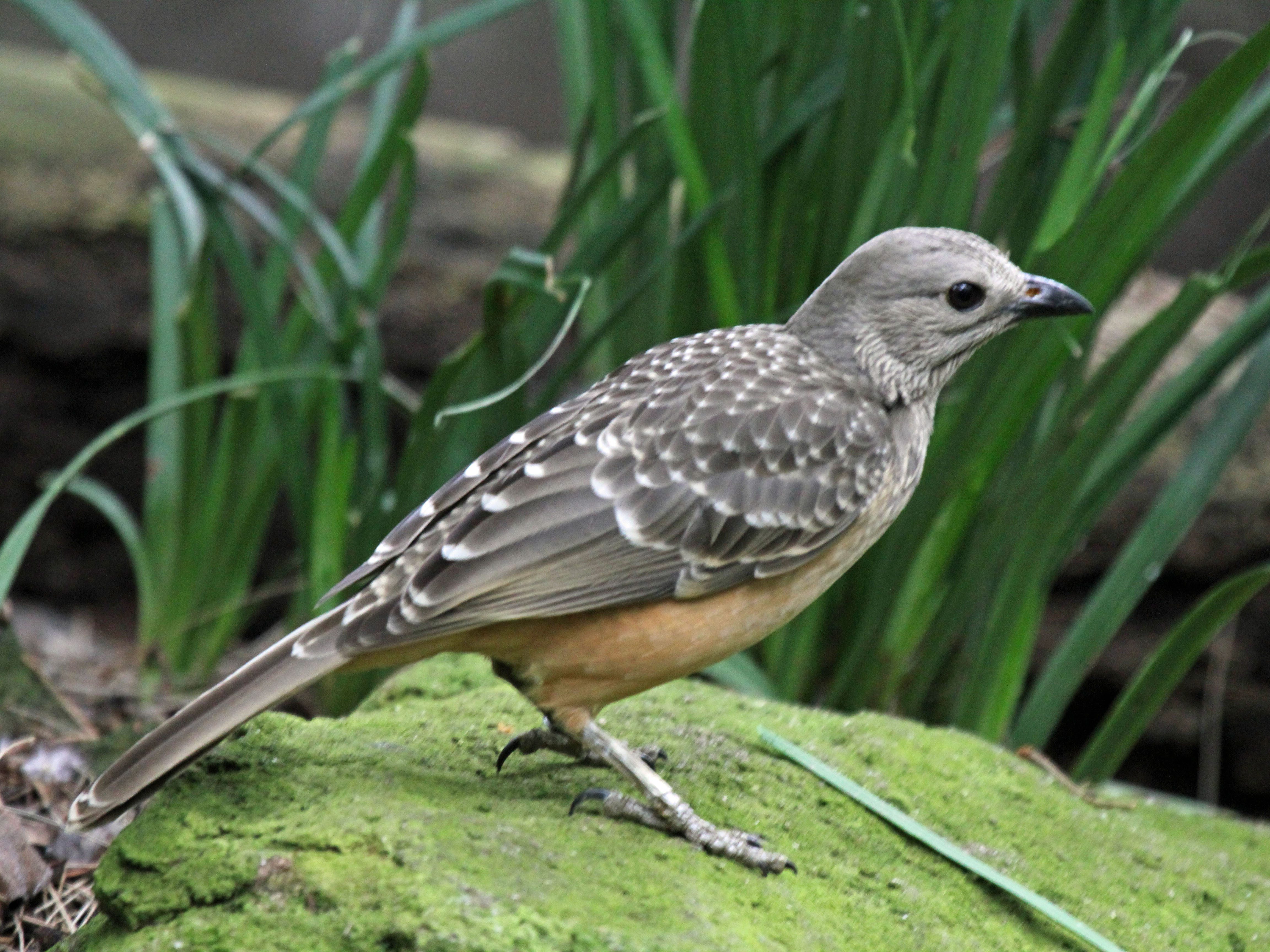
Braunbauch-Laubenvogel

Es werden die folgenden fünf Arten unterschieden:
- Tropfenlaubenvogel (Chlamydera guttata) – abgesehen von dem im tropischen Nordaustralien vorkommenden Graulaubenvogel, der einzige Laubenvogel mit einem westaustralischen Verbreitungsgebiet.[7] Er besiedelt überwiegend aride und semiaride Gebiete, wo er bevorzugt in Wäldern entlang von Flussläufen vorkommt.
- Fleckenlaubenvogel (Chlamydera maculata) – Vorkommen in den ariden und semiariden Regionen der östlichen Hälfte des australischen Kontinents. Sein Verbreitungsgebiet überlappt sich nicht mit dem des äußerlich ähnlichem Tropfenlaubenvogels. Die Verbreitungsgebiete der beiden Arten weisen zwischen 137° und 138° östlicher Länge eine rund 100 Kilometer breite Lücke auf.[8]
- Graulaubenvogel (Chlamydera nuchalis) – Das Verbreitungsgebiet erstreckt sich in einem breiten Band von Kimberley über das Northern Territory bis in den Norden von Queensland, wo der Graulaubenvogel von der Kap-York-Halbinsel bis zur Stadt Mackay an der australischen Ostküste vorkommt.[9] Er besiedelt damit den größten Teil des tropischen Australiens nördlich 20° südlicher Breite.
- Braunbauch-Laubenvogel (Chlamydera cerviniventris) – ist sowohl ein Vertreter der Avifauna Neuguineas als auch der Avifauna Australiens. Auf Neuguinea Auf Neuguinea ist das Vorkommen des Braunbauch-Laubenvogel im Wesentlichen auf Küstengebiete im Osten Neuguineas beschränkt. Er kommt außerdem entlang der Ostküste der Kap-York-Halbinsel vor.
- Dreigang-Laubenvogel (Chlamydera lauterbachi) – ist ausschließlich ein Vertreter der Avifauna Neuguineas. Er kommt dort on den Gebirgszügen im Westen bis zur Huon-Halbinsel vor.

Es werden nur für den Dreigang-Laubenvogel und den Graulaubenvogel zwei Unterarten unterschieden. Die übrigen Arten sind monotypisch. Das Verbreitungsgebiet des Fleckenlaubenvogels überlappt sich zu einem kleinen Teil entlang des Cape River mit dem Graulaubenvogel. Zwischen diesen beiden Arten kommt es gelegentlich zu natürlichen Hybriden.

## Nahrung
Die Nahrung besteht aus Früchten, Blättern, Knospen, Nektar sowie in geringerem Maße Wirbellose. An die Jungvögel wird überwiegend tierisches Protein verfüttert.

## Fortpflanzung

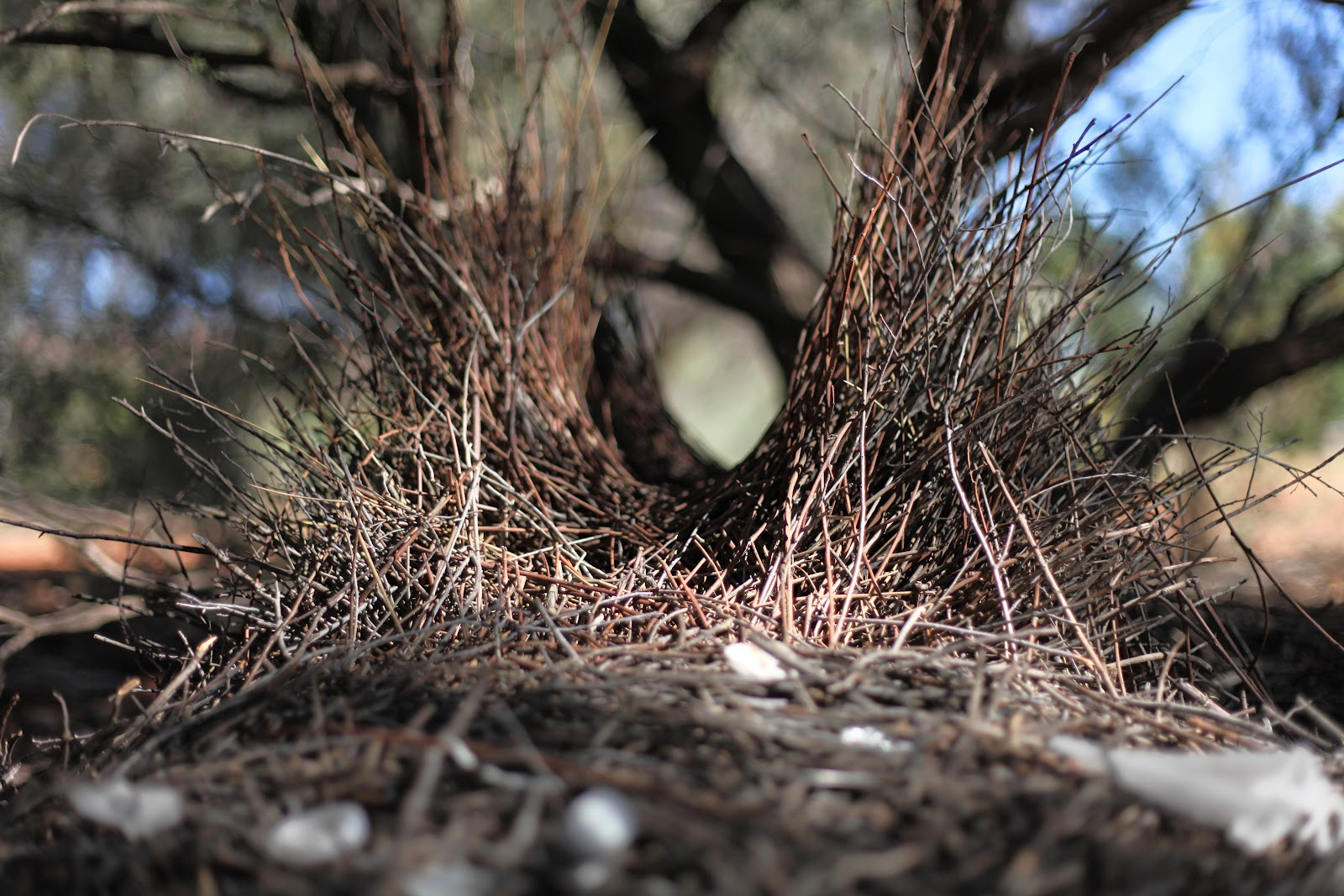
Laube des Tropfenlaubenvogels

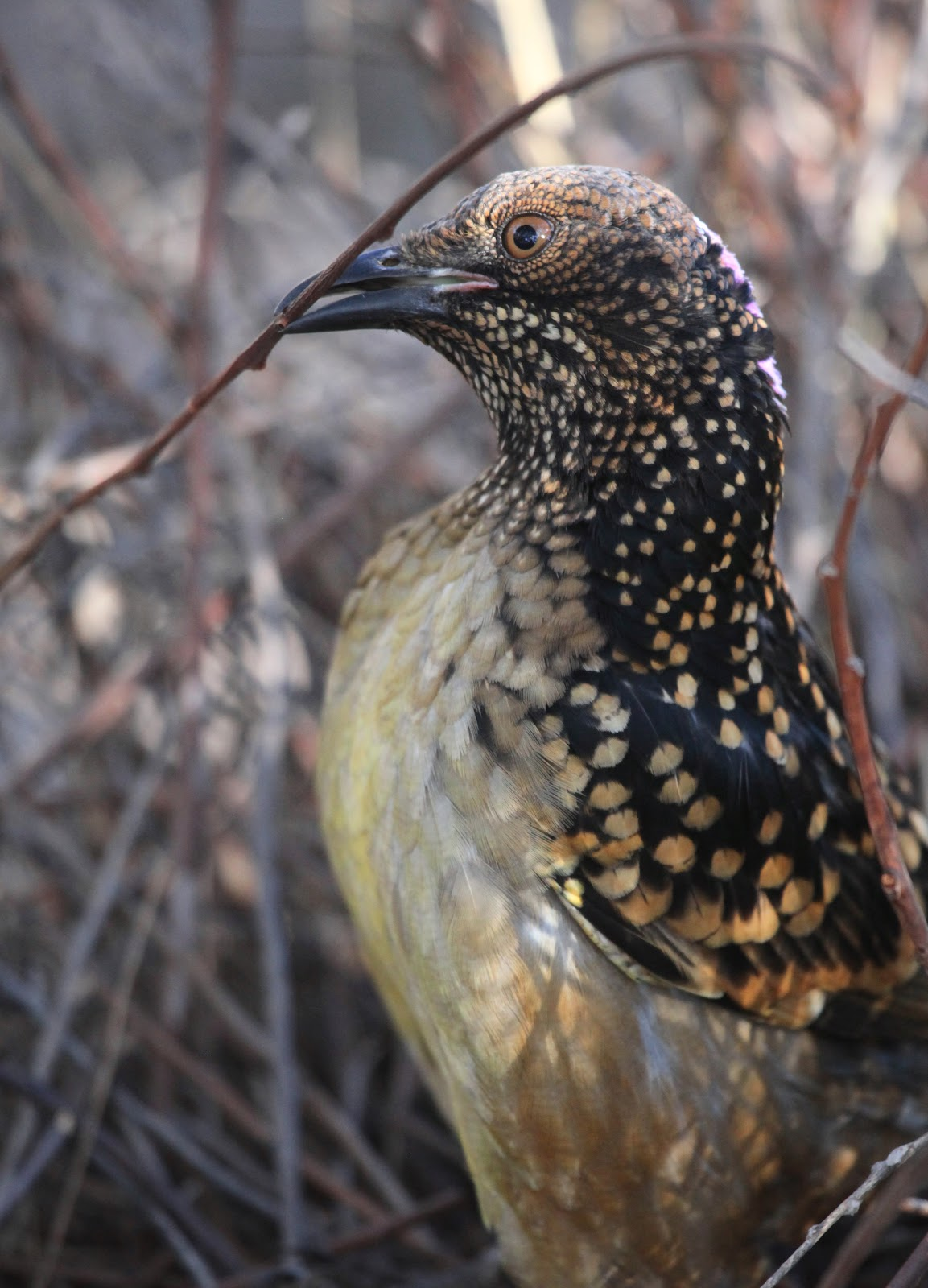
Männchen beim Laubenbau

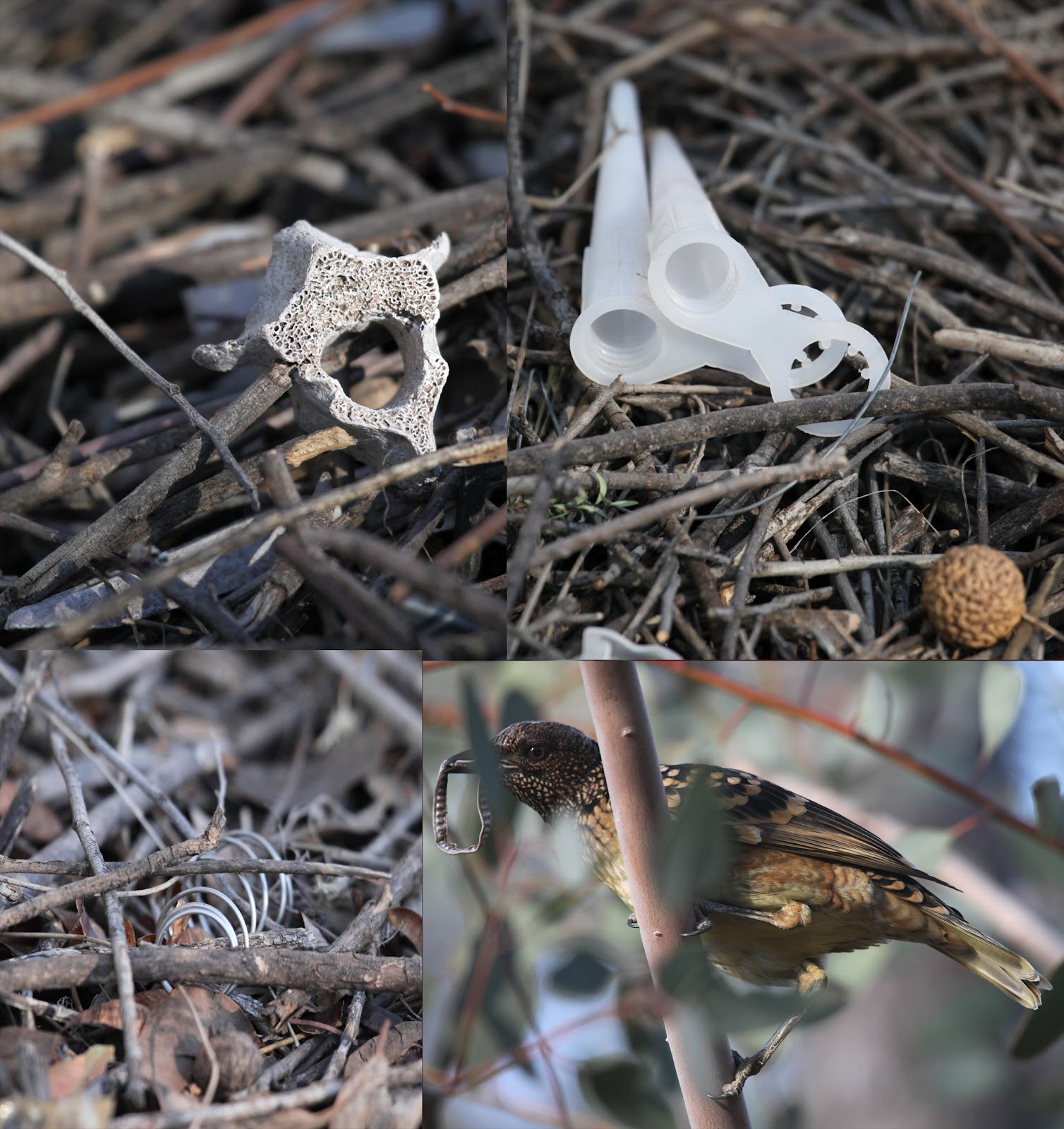
Schmuckobjekte einer Laube: ausgebleichter Knochen, weiße Plastikteile, metallene Ringe und ein Männchen, das einen metallenen Ring im Schnabel trägt

Alle Arten sind polygam. Das Männchen paart sich mit mehreren Weibchen. Das Weibchen kümmert sich allein um Nestbau, Bebrütung und Jungenaufzucht. Das Nest ist ein flaches, napfartiges Nest aus Reisern auf Bäumen. Das Gelege besteht aus einem bis drei Eiern. Die Brutdauer beträgt zwischen 19 und 24 Tagen.

### Laubenbau
Die Kragenlaubenvögel gehören zu den Laubenvögeln, die zur Balz Lauben errichten, die mit Objekten geschmückt werden, die die Männchen häufig nach ihrer Farbe sammeln. Dieses Balzverhalten ist so einzigartig in der Vogelwelt, dass der US-amerikanische Ornithologe Ernest Thomas Gilliard festhielt, man könne die Ordnung der Vögel eigentlich in zwei Gruppen unterteilen: Laubenvögel und alle anderen Vogelarten.
Alle Lauben, die von den Kragenlaubenvögeln errichtet werden, gehören dem sogenannten Alleen-Typ an. Bei einem Allee-Typ errichtet das Männchen entlang einer leicht erhöhten Plattform zwei parallel verlaufende Wände aus kleinen Ästchen. Die Laube des Dreigang-Laubenvogels unterscheidet sich jedoch von den Alleen anderer Laubenvögel durch den Bau von vier und nicht zwei Wänden. Die Wände des mittleren Ganges weisen nach außen, während andere Alleenbauer unter den Laubenvögeln ihre Wände entweder nach innen neigen oder sie senkrecht bauen. Basis der mittleren Allee ist eine dicke Plattform aus Ästen und Gräsern, die an den beiden Enden der Allee sich erweitert. An beiden Enden der Plattform stehen quer zur Hauptallee jeweils eine weitere Wand. Die Laube weist damit einen mittleren Gang und zwei Quergänge auf.

### Laubengröße und Laubenschmuck
Die einzelnen Lauben der Kragenlaubenvögel können sehr groß werden. Fertiggestellte Lauben des Dreigang-Laubenvogels beispielsweise haben eine Länge von 71 bis 97 Zentimeter, sind 48 bis 66 Zentimeter breit und 36 bis 64 Zentimeter hoch. Inklusive der kleinen Kiesel und Früchte, die die Männchen zur Dekoration der Lauben nutzen, wiegen die Konstruktionen zwischen 3 und 7,5 Kilogramm. Bei einer besonders großen Laube des Dreigang-Laubenvogels waren mehr als 3000 Ästchen verbaut, mehr als 1000 Grashalme abgelegt und mit mehr als 1000 Steinen mit einem Gesamtgewicht von fast 4,5 Kilogramm dekoriert. Deutlich kleiner sind die Lauben des Tropfenlaubenvogels. Seine Lauben sind durchschnittlich 36 Zentimeter lang und 16 Zentimeter weit. Die Höhe, gemessen an der Innenseite der Wände, beträgt 23 Zentimeter.
Bei allen Arten der Kragenlaubenvögel dekorieren die Männchen ihre Lauben mit farbigen Gegenständen. Es wurden darüber hinaus auch Lauben gefunden, die vom Männchen mit Frucht- oder Pflanzenbrei an bestimmten Stellen bemalt wurden. Bei den Dekorationsobjekten zeigen die Männchen eine Präferenz für bestimmte Farben.
Dekorationsobjekte sind häufig Samenhülsen, Schneckenhäuschen, Blüten, Kiesel oder ausgebleichte kleine Knochenfragmente. Sie nutzen aber häufig auch Dekorationsobjekte aus menschlicher Herstellung wie Glasfragmente, Plastikteile bis hin zu den sogenannten Pull Tabs von Weißblechdosen und Munitionshülsen.   Die Zahl der angebrachten Dekorationsobjekte kann sehr hoch sein. Es werden immer wieder Lauben gefunden, bei denen mehr als 1000 Schmuckobjekte angebracht sind. Bei einer in der Nähe von Alice Springs untersuchten Laube des Tropfenlaubenvogels nutzte das Männchen 1427 Knochenobjekte, 174 Schneckenhäuschen sowie zahlreiche Kiesel und Grals- sowie Metallfragmente. Insgesamt wog das angebrachte Dekorationsmaterial 7,4 Kilogramm. Bei einer Laube des Fleckenlaubenvogels  wurden mehr als 1350 kleine Knochen, bei einer anderen etwa 1900 Schneckenhäuschen gefunden.

### Konkurrenz
Beim Braunbauch-Laubenvogel ist das Männchen für etwa acht Monate im Jahr in der Nähe seiner Laube zu beobachten. In Experimenten, in denen ein Männchen, das eine Laube besetzt hielt, entfernt wurde, wurde der Laubenplatz sofort von anderen Männchen besetzt. Das Männchen, das einen Laubenplatz neu besetzte, zerstörte sofort die bestehende Laube und baute erneut. Die Schnelligkeit, mit der verlassene Laubenplätze neu besetzt werden, weist nach Ansicht von Clifford und Dawn Frith darauf hin, dass es mehr Männchen als geeignete Stellen für die Errichtung einer Laube gibt. Das Konkurrenzverhalten unter den Kragenlaubenvögeln scheint allerdings nicht so ausgeprägt zu sein, wie es beispielsweise für den zu einer anderen Gattung gehörenden Seidenlaubenvogel beschrieben wird. Dazu kann beitragen, dass die einzelnen Lauben der Männchen deutlich weiter auseinander liegen. Der Abstand von einer Laube des Tropfenlaubenvogels zur anderen betrug bei am North West Cape untersuchten Lauben zwischen 1,2 und 2 Kilometer.

## Kragenlaubenvögel und Menschen

### Erstbeschreibung

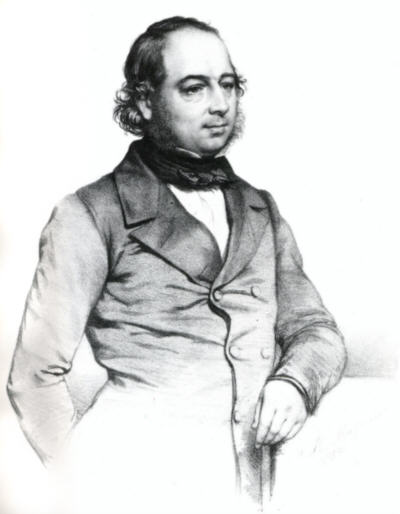
John Gould, Erstbeschreiber der Art.

John Gould beschrieb 1837 erstmals diese Gattung wissenschaftlich. Die erste Art, die er dieser Gattung zuordnete, war der Fleckenlaubenvogel. Es ist nicht bekannt, wo das Typusexemplar gesammelt wurde. Es stammt mit großer Wahrscheinlichkeit aus den Liverpool Plains im australischen Bundesstaat New South Wales. Der bereits 1830 von  William Jardine, 7. Baronet of Applegarth und Prideaux John Selby beschriebene Graulaubenvogel war zunächst in die Gattung Ptilonorhynchus gestellt worden.
Von John Gould stammen zwei weitere wissenschaftliche Erstbeschreibung von Arten dieser Gattung: Tropfenlaubenvogel (1862) und Braunbauch-Laubenvogel (1850). Obwohl der Braunbauch-Laubenvogel auf Neuguinea weiter verbreitet ist und dort zahlreicher vorkommt, stammt das Typusexemplar on der Kap-York-Halbinsel. Dort schoss der Naturwissenschaftler John MacGillivray ein Männchen in der Nähe seiner Laube. Er entfernte auch die Laube, die nach London geschickt wurde. Bereits MacGillivray hielt fest, dass 17 Tage nach Entfernen der Laube an diesem Standort eine neue stand.

### Gefangenschaftshaltung
Mehrere Arten der Laubenvögel werden in Zoos gezeigt. Wenn auch die meisten davon auch in Gefangenschaftshaltung ihr Laubenhaus zeigen und auch balzen, sind nur wenige Arten davon bislang erfolgreich in Gefangenschaftshaltung nachgezüchtet worden. Der Braunbauch-Laubenvogel stellt eine solche Ausnahme dar. Er zog 2008 im Zoo Köln Nachwuchs groß. Im Naturschutzreservat Baiyer River Sanctuary, Western Highlands Province, Papua-Neuguinea wurde ein einzelnes Männchen gehalten, das regelmäßig Lauben errichtete und die Pfiffe und die Sprache von Menschen nachahmte.
Fleckenlaubenvögel werden ebenfalls vergleichsweise häufig in zoologischen Gärten gezeigt. Die Nachzucht gelingt allerdings selten. Der Amsterdamer Zoo hielt bereits 1870 einen Fleckenlaubenvogel, erwarb 1882 einen weiteren und 1888 dann schließlich auch ein Paar. Der ab 1870 gehaltene Vogel lernte es, mehrere Worte zu sprechen und ahmte außerdem Geräusche seiner Umgebung nach.

## Einzelbelege
1. ↑  Rowland: Bowerbirds. S. 101.
2. ↑  Rowland: Bowerbirds. S. 91.
3. ↑   Frith: The Bowerbirds - Ptilonorhynchidae. S. 427.
4. ↑   Frith: The Bowerbirds - Ptilonorhynchidae. S. 425.
5. 1 2   Frith: The Bowerbirds - Ptilonorhynchidae. S. 388.
6. ↑  IOC World Bird List 6.4. In: IOC World Bird List Datasets. doi:10.14344/ioc.ml.6.4 (worldbirdnames.org).
7. ↑   Rowland: Bowerbirds. S. 85.
8. ↑   Rowland: Bowerbirds. S. 88.
9. ↑  Rowland: Bowerbirds. S. 94.
10. ↑   Frith: The Bowerbirds - Ptilonorhynchidae. S. 405.
11. ↑   W. Grummt, H. Strehlow (Hrsg.): Zootierhaltung Vögel. Verlag Harri Deutsch, Frankfurt am Main 2009, ISBN 978-3-8171-1636-2.  S. 746.
12. ↑  Jennifer Ackerman: The Genius of Birds. Corsair, London 2016, ISBN 978-1-59420-521-7, S. 159.
13. 1 2 3   Frith: The Bowerbirds - Ptilonorhynchidae. S. 391.
14. 1 2   Frith: The Bowerbirds - Ptilonorhynchidae. S. 419.
15. 1 2   Frith: The Bowerbirds - Ptilonorhynchidae. S. 408.
16. ↑   Frith: The Bowerbirds - Ptilonorhynchidae. S. 420.
17. ↑   Frith: The Bowerbirds - Ptilonorhynchidae. S. 389.
18. ↑  Rowland: Bowerbirds. S. 78.
19. ↑  Rowland: Bowerbirds. S. 99.
20. 1 2  Frith: The Bowerbirds – Ptilonorhynchidae. S. 403.
21. ↑  W. Grummt, H. Strehlow (Hrsg.): Zootierhaltung Vögel. Verlag Harri Deutsch, Frankfurt am Main 2009, ISBN 978-3-8171-1636-2.  S. 750.
22. ↑   Frith: The Bowerbirds - Ptilonorhynchidae. S. 415.